# سينثيا بوتير
سينثيا بوتير (بالإنجليزية: Cynthia Potter) هي غطاسة أمريكية، ولدت في 27 أغسطس 1950 في هيوستن في الولايات المتحدة.

## وصلات خارجية
- سينثيا بوتير على موقع IMDb (الإنجليزية)

- سينثيا بوتير على موقع الاتحاد الدولي للسباحة (الإنجليزية)
- سينثيا بوتير على موقع قاعة مشاهير السباحة العالمية (الإنجليزية)
- سينثيا بوتير على موقع اللجنة الأولمبية الدولية (الإنجليزية)
- سينثيا بوتير على موقع أوليمبيديا (الإنجليزية)